# Georg Wilhelm (Rechtswissenschaftler)
Georg Wilhelm (* 12. Juli 1942; † 26. Mai 2021) war ein österreichischer Zivilrechtswissenschafter und Schauspieler.
Wilhelm besuchte das Bundesgymnasium Stubenbastei im 1. Wiener Gemeindebezirk. Er studierte an der Universität Innsbruck und der Universität Salzburg, wo er schließlich promovierte. In Salzburg Assistent des Privatrechtswissenschafters Theo Mayer-Maly, wurde er Ende der Sechzigerjahre Assistent von Franz Bydlinsky in Wien – seiner Heimatstadt. 1981 habilitierte er sich mit einer Schrift zur "Vertretung der Gebietskörperschaften im Privatrecht", von 1981 bis 2007 war er Universitätsprofessor für Zivilrecht an der Universität Wien. Georg Wilhelm war außerdem Gründer und von 1990 bis 2020 Mitherausgeber und Schriftleiter der wirtschaftsrechtlichen Fachzeitschrift „ecolex“. Er verfasste auch regelmäßig das Editorial hierzu. Seine Editorials haben wegen ihrer Originalität Berühmtheit erlangt. Eine Auswahl davon ist 2010 unter dem Namen "Editorials" im Manz-Verlag in Buchform erschienen (ISBN 978-3-214-00646-4). Wilhelm starb am 26. Mai 2021 im Alter von 78 Jahren. Er wurde am 11. Juni 2021 auf dem Hietzinger Friedhof in Wien bestattet.
Er war der Bruder des Schauspielers Fritz Muliar.